# Slania
Slania släpptes år 2008 och är det andra albumet av folk metal-bandet Eluveitie.

## Låtlista
1. "Samon" - 1:49
2. "Primordial Breath" - 4:19
3. "Inis Mona" - 4:09
4. "Gray Sublime Archon" - 4:21
5. "Anagantios" - 3:25
6. "Bloodstained Ground" - 3:20
7. "The Somber Lay" - 4:00
8. "Slania's Song" - 5:40
9. "Giamonios" - 1:23
10. "Tarvos" - 4:39
11. "Calling the Rain" - 5:06
12. "Elembivos" - 6:31